# San José Ozumba
San José Ozumba är en ort i Mexiko.   Den ligger i kommunen San José Chiapa och delstaten Puebla, i den sydöstra delen av landet, 150 km öster om huvudstaden Mexico City. San José Ozumba ligger 2 359 meter över havet och antalet invånare är 1 528.
Terrängen runt San José Ozumba är huvudsakligen platt, men åt nordost är den kuperad. Runt San José Ozumba är det ganska tätbefolkat, med 104 invånare per kvadratkilometer. Närmaste större samhälle är Rafael Lara Grajales, 7,9 km väster om San José Ozumba. Omgivningarna runt San José Ozumba är en mosaik av jordbruksmark och naturlig växtlighet.